# Mistrzostwa Europy w Wioślarstwie 1923
25. Mistrzostwa Europy w Wioślarstwie odbyły się w 1923 r. we włoskim Como (po raz 2. w historii). Zawodnicy rywalizowali w 5 konkurencjach wioślarskich na pobliskim Lago di Como. 

## Medaliści
| Konkurencja                 | Złoto | Srebro | Brąz | Źródło |
| --------------------------- | --- | --- | --- | ------ |
| M1x (jedynka)               | Rudolf Bosshard | Bert Gunther | Gustav Zinke | [ 1 ]  |
| M2x (dwójka podwójna)       | Szwajcaria Rudolf Bosshard · Heini Thoma | Holandia Bert Gunther · E. van Toorenburg | Włochy Erminio Dones · Lorenzo Salvini | [ 2 ]  |
| M2+ (dwójka ze sternikiem)  | Szwajcaria Édouard Candeveau · Alfred Felber · Émile Lachapelle (sternik)                                                                                            | Włochy Giovanni Scatturin · Giuseppe Tasson · Gino Sopracordevole (sternik)                                                                                           | Francja Eugène Constant · Raymond Talleux · Ernest Barberolle (sternik)                                                                                                 | [ 3 ]  |
| M4+ (czwórka ze sternikiem) | Szwajcaria Émile Albrecht · Richard Frey · Alfred Probst · Eugen Sigg · Hans Steiger (sternik)                                                                       | Holandia Willy Rösingh · Teun Beijnen · P.M. Duyvis · M.M.C. Posno · M.O. Davis (sternik)                                                                             | Węgry Lajos Wick · Sándor Hautzinger · Zoltán Török · Károly Muhr · Károly Koch (sternik)                                                                               | [ 4 ]  |
| M8+ (ósemka)                | Włochy Luigi Miller · Carlo Toniatti · Šimun Katalinić · Petar Ivanov · Giuseppe Crivelli · Frano Katalinić · Viktor Ljubić · Bruno Sorić · Latino Galasso (sternik) | Szwajcaria Hans Schöchlin · Arnold Reymond · Moritz Müller · Karl Schöchlin · Heinrich Hauser · Hans Wendling · Paul Käser · Hans Rüfenacht · Walter Tenger (sternik) | Czechosłowacja Emil Ordnung · Viktor Langer · Václav Kautsky · Ferdinand Brožek · Otakar Votík · Karel Knop · Stanislav Bouška · Ivan Schweizer · Josef Jabor (sternik) | [ 5 ]  |

## Klasyfikacja medalowa
| Miejsce | Reprezentacja  | Złoto | Srebro | Brąz | Razem |
| ------- | -------------- | ----- | ------ | ---- | ----- |
| 1.      | Szwajcaria     | 4     | 1      | 0    | 5     |
| 2.      | Włochy         | 1     | 1      | 1    | 3     |
| 3.      | Holandia       | 0     | 3      | 0    | 3     |
| 4.      | Czechosłowacja | 0     | 0      | 2    | 2     |
| 5.      | Francja        | 0     | 0      | 1    | 1     |
| 5.      | Węgry          | 0     | 0      | 1    | 1     |
| Razem   | Razem          | 5     | 5      | 5    | 15    |